# Прохазка, Ян Людевит
Ян Людевит Прохазка (чеш. Jan Ludevít Procházka; 14 августа 1837, Клаттау, Австрийская империя, ныне Клатови, Чехия — 19 июля 1888, Прага, Австро-Венгрия, ныне Чехия) — чешский музыкальный деятель, пианист, композитор, педагог.

## Биография
Ученик Бедржиха Сметаны. Выступал как пианист во многих чешских городах, затем жил в Праге. Один из основателей и участников Общества камерной музыки, член музыкального отделения общества «Умелецка беседа», в котором был хормейстером и организатором исторических концертов. Редактировал журналы «Hudební listy» (1870—1872) и «Dalibor» (1873-1875). В 1879—1881 и 1883—1888 был профессором по классу фортепиано в Гамбургской консерватории и дирижёром оркестра.

## Сочинения
- 2 симфонические поэмы
- фортепианные пьесы
- песни, дуэты, хоры
- обработки славянских народных песен